# İsmail Demirci
İsmail Demirci (* 13. November 1984 in Ankara) ist ein türkischer Schauspieler.

## Leben und Karriere
İsmail Demirci wurde am 13. November 1984 in Ankara geboren. Seine Familie stammt ursprünglich aus Bulgarien, Er studierte an der Anadolu Üniversitesi. Sein Debüt gab er 2010 in der Fernsehserie İki Aile. Anschließend spielte er in den Serien Anneler ile Kızları, Fabrika Kızı, Serçe Sarayı und Babamın Günahları mit. 2015 bekam Demirci eine Rolle in Fabrika Kızı. Außerdem heiratete er 2017 die türkische Schauspielerin Hande Soral und bekam ein Kind.
Unter anderem trat er 2018 in Çarpışma. 2019 spielte Demirci in der Serie Kuzey Yıldızı İlk Aşk die Hauptrolle. Außerdem wurde er 2022 für die Serie İyilik gecastet.

## Filmografie
Filme
- 2014: Tut Sözünü
- 2016: Babaların Babası
- 2017: Posta Kutusu

Serien
- 2011: Anneler ile Kızları
- 2012: Mor Menekşeler
- 2012–2013: Tal der Wölfe – Hinterhalt
- 2013–2014: Ben Onu Çok Sevdim
- 2014: Reaksiyon
- 2015: Serçe Sarayı
- 2015: Fabrika Kızı
- 2016–2017: Muhteşem Yüzyıl: Kösem
- 2018: Babamın Günahları
- 2018: Mehmed: Bir Cihan Fatihi
- 2018: Çarpışma
- 2019–2021: Kuzey Yıldızı İlk Aşk
- 2021: Yalancılar ve Mumları
- 2022: İyilik